# Unterer Eisenhammer
Der Untere Eisenhammer ist ein früherer Eisenhammer im Ortsteil Exten der Stadt Rinteln. Seit 2006 ist er ein geschütztes Bau- und Industriedenkmal. Seit seiner Gründung im Jahre 1746 durch Johann Peter Kretzer ist der Untere Eisenhammer im Besitz der Familie Kretzer. Bis 2004 wurden hier noch von Blankschmieden Spaten und Hacken in Handarbeit geschmiedet.

## Geschichte
Im 14. Jahrhundert wurde die „Mühlenexter“ angelegt, die die Mühle des Jakobiklosters und den Stadtgraben von Rinteln mit Wasser versorgte.  1477 wird in Chroniken erwähnt, dass in Exten Wassermühlen  als Kornmühlen betrieben wurden. Selbst in trockenen Jahren, z. B. während der großen Dürre von 1512, führte die Exter noch ausreichend Wasser um die Mühlräder anzutreiben.
Die unteren Eisenhämmer wurden in der Nähe der Ellermühle aufgebaut. Über den Hammergraben wurde Wasser auf die Mühlräder geleitet, die die Schwanzhämmer antrieben. Später wurden Federhämmer genutzt, die bis zu 120 kg Fallgewicht aufwiesen. In der Hauptsache wurden zunächst Strohmesser, Sensen, Spaten und Schaufeln hergestellt; jährlich bis zu 900 Stück.
Das Rohmaterial wurde anfangs aus Lippoldsberg und dem Bergischen Land bezogen. Die Kohle kam aus Obernkirchen. In den Hämmern zahlte man jährlich für Rohstoffe 2.100, für Arbeitslohn 1.000 Taler. Der Gesamtwert der Produktion betrug etwa 4.800 Taler. Weil nur in Exten derartige Schmieden im niedersächsischen Raum existierten, wurden die hier produzierten Stahlwaren in ganz Nordwestdeutschland verkauft.
Die zwischenzeitlich 7 „Eisenfabriquen“ in Exten beschäftigten an 36 Feuern zusammen 115 Arbeitskräfte. Sie trugen die Hauptlast der damals auf 800 Einwohner angewachsenen, von verhältnismäßig wenigen mittel- und kleinbäuerlichen Betrieben durchsetzten Gemeinde. Bei Aufwendungen von 9.000 Talern für Rohstoffe und einem für Fertigprodukte erzielten Erlös von 25.000 Talern blieben jährlich etwa 16.000 Taler im Dorf, wovon die Hälfte auf Arbeitslöhne entfiel. Damit brachten die Betriebe mehr Geld ins Dorf als alle bäuerliche und handwerkliche Arbeit.
Ende des 19. Jahrhunderts kam immer mehr Konkurrenz insbesondere durch die mit modernen Maschinen arbeitende Solinger Industrie auf. 1902 entstand das  Elektrizitätswerk Extenia, nachdem anstelle des Wasserrades eine Turbine eingebaut worden war. Die Zentrale wurde auf dem Kretzerschen Eisenhammer errichtet und von dort die Leitung ins Dorf verlegt. Das Werk versorgte das Dorf bis in die 1930er Jahre mit Licht- und Kraftstrom. Fortan wurden über elektromotorisch angetriebene Transmissionen Feder- und Falthämmer sowie Scheren und Stanzen genutzt.
Um 1910 schlossen die beiden letzten Messerfabriken, so dass von der einst blühenden Exter Eisenindustrie nur 2 Eisenhämmer übrig blieben. Das Rohmaterial kam jetzt vornehmlich aus den Walzwerken aus Peine und Schleifsteine aus Süddeutschland. Schaufeln, Spaten, Äxte, Beile und Gartengeräte wurden danach noch hergestellt. 1953 wurde der letzte Eisenhammer am oberen Eisenhammer abgebaut und durch moderne Maschinen ersetzt.

## Gebäude

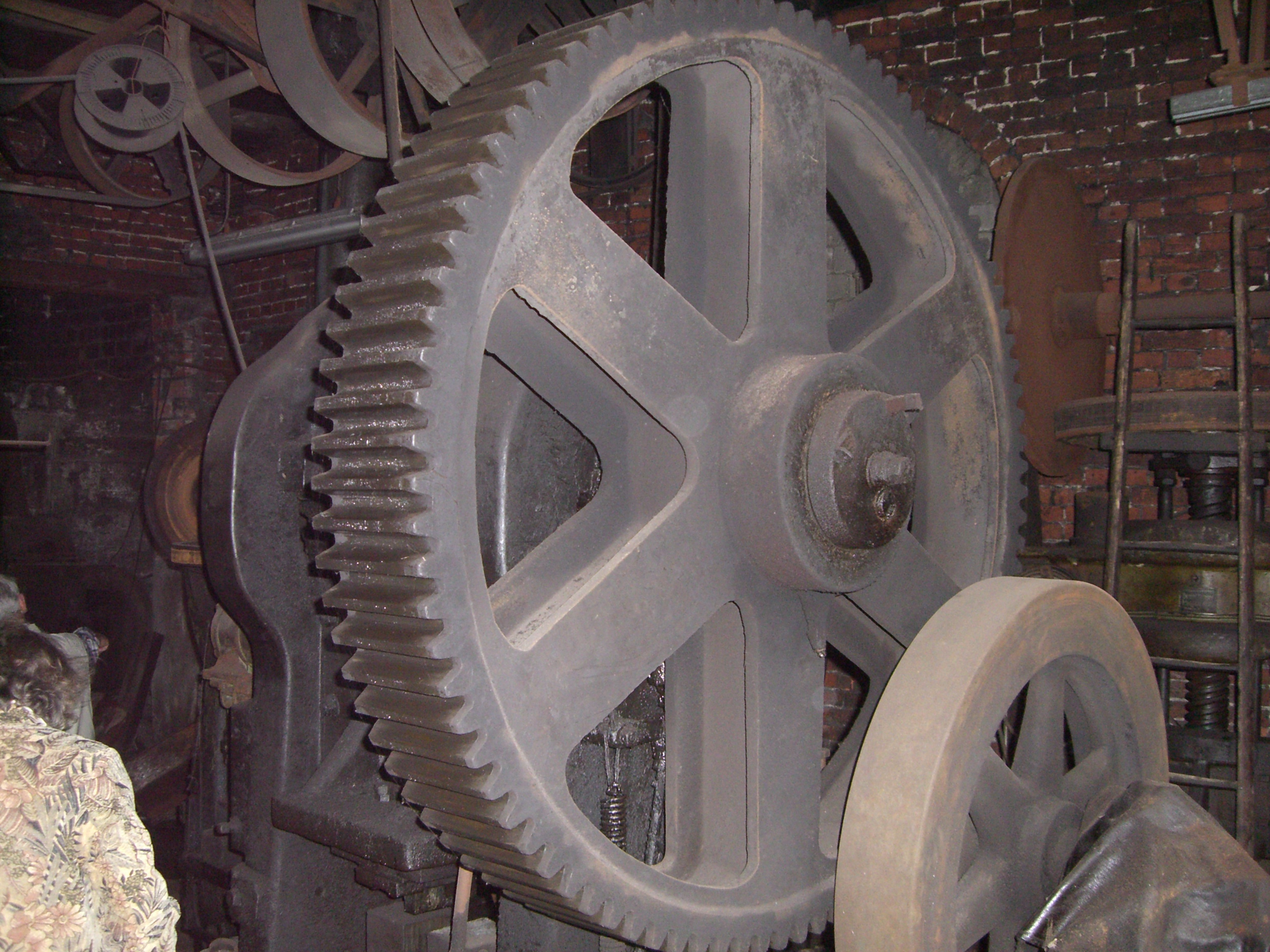
Zahnrad im Eisenhammer

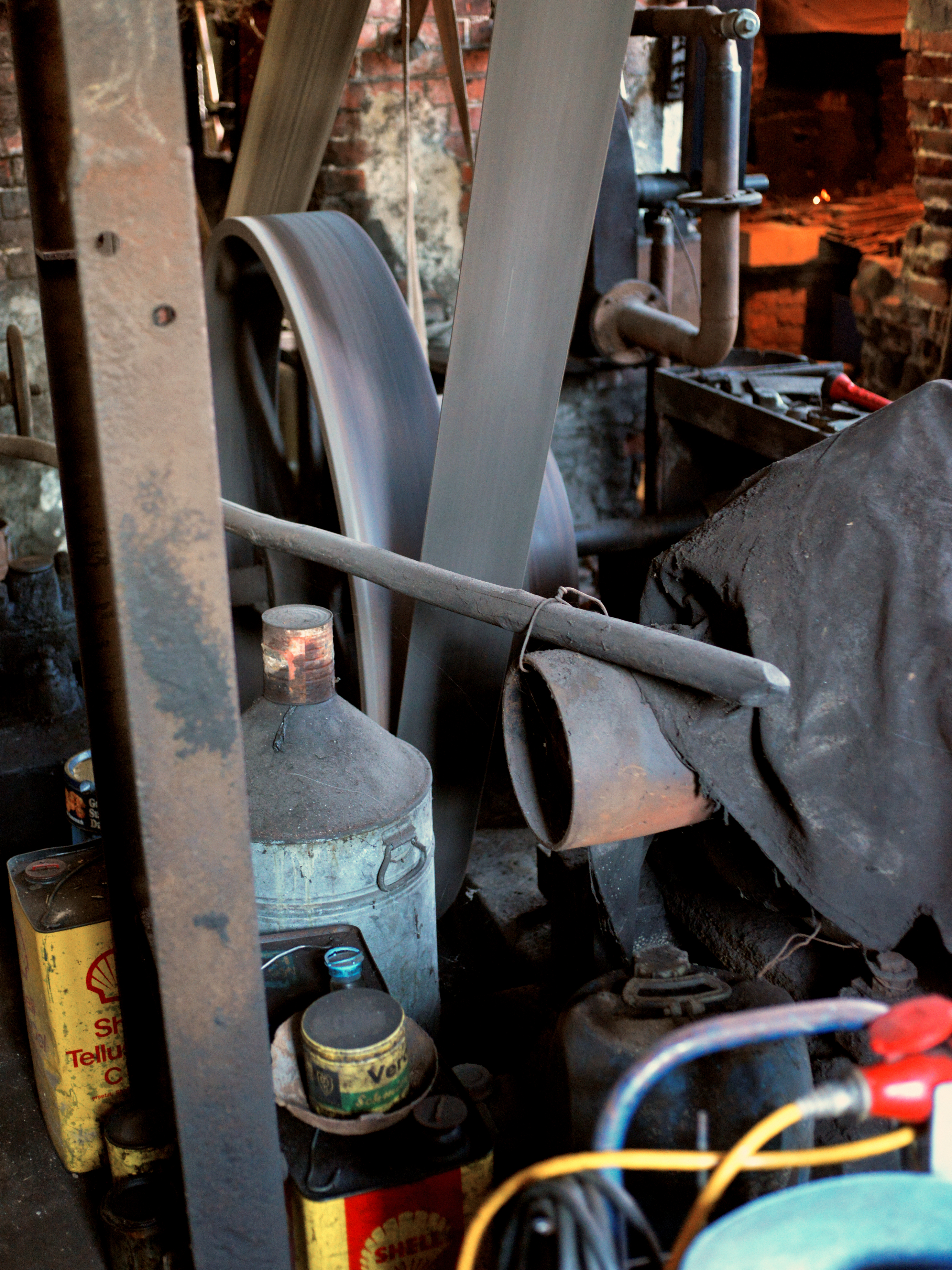
Unterer Eisenhammer Exten – Hauptantriebsrad der Transmission

Das Hammergebäude von 1900 ist unverändert erhalten. Die Wasserräder liefen einst beidseits des Gebäudes. Das letzte Wasserrad wurde 1952 entfernt, der Schacht zugebaut. Im Jahr 2005 hat der Verein für Heimatpflege und Kultur Exten Gebäude und Inventar gepachtet, um das Industriedenkmal als Museum zu erhalten.
Seit dem Jahr 2006 ist die Anlage ein geschütztes Baudenkmal. Im historischen Eisenhammer mit eigener Stromerzeugung werden vorindustrielle Werkzeuge und Maschinen zum Schmieden aus der Zeit um die Jahrhundertwende gezeigt. Die Ausstellung umfasst die komplett erhaltene alte und funktionstüchtige Handwerkstechnik. Der Eisenhammer kann besichtigt werden.

## Auszeichnungen
- November 2010 – Preis für Denkmalpflege der Niedersächsischen Sparkassenstiftung als Anerkennung für bereits Geleistetes bei der Erhaltung des Industriemuseum Unterer Eisenhammer.[1]

## Dokumentarfilme
- Spatenherstellung im Wesertal – Vom Wandel eines traditionellen Handwerks, von IWF (Göttingen) 1988,  doi:10.3203/IWF/C-1680, 42 Minuten